# Kościół św. Wojciecha w Dysznie
Kościół pw. św. Wojciecha w Dysznie – kościół filialny parafii św. Michała Archanioła w Różańsku.

## Opis
Kościół salowy o zarysie prostokątnym, od strony zachodniej znajduje się czworoboczna barokowa, ryglowa wieża z dwiema kondygnacjami o nadbudowie drewnianej. Trzeci, drewniany człon wieży zwieńczony jest stożkowym hełmem (kryty łupkiem). Okna wieży mają bogate obramowania.
Wewnątrz znajduje się drewniany ołtarz ambonowy z 1725 r. z rzeźbami Heinricha Bernharda Hattenkerella, polichromowany ze złoceniami; strop z belkami profilowanymi (oryginalny); płyta nagrobna rodu von Schönebeck z 1551 r. Na ścianie ołtarzowej widnieją współczesne freski nawiązujące formą i tematyką do Drzwi Gnieźnieńskich. Na wieży wiszą zabytkowe dzwony, z których jeden z 1545 r.

## Historia
Zbudowany został w XVI w., wieża dobudowana w XVIII w. W 1900 r. zmieniono zwieńczenie wieży nadbudowując trzeci drewniany człon przykryty stożkowym hełmem. Zniszczony znacznie w 1945 r., odbudowany został w latach 1968–1975, kiedy to wymieniono m.in. mury nawy; ze starej nawy zachował się drewniany strop i empora organowa. Poświęcony jako świątynia rzymskokatolicka 18 stycznia 1948 r.
W 2010 r. przeprowadzono remont elewacji i pokrycia kościoła, podczas którego w miedzianej gałce u podstawy krzyża na zwieńczeniu hełmu wieży znaleziono mosiężny pojemnik – tubę, zawierający dokument z 1900 r. w języku niemieckim, dotyczący ówczesnych prac remontowych. W tubie znajdowały się również 44 monety z lat 1668–1900. Znalezisko, wraz z opisem stanu aktualnego kościoła, przeprowadzanego w 2010 r. remontu oraz obowiązującymi monetami i banknotami, ponownie umieszczono w tubie i schowano w gałce na szczycie wieży kościoła.